# الرتبة (قرية)
الرتبة هي قرية مغربية شمال المملكة. تنتمي الرتبة لإقليم تاونات الجبلي. تضم هذه القرية 15.744 نسمة (إحصاء 2004)، تقع الرتبة في قلب جبال الريف بين إقليمين تاونات والشاون وتمتاز بطبيعة جبلية خلابة بالإضافة إلى تميز أهلها بالثقافة والتقاليد الجبلية العريقة.

## التقسيم الترابي
تنقسم الجماعة القروية الرتبة إلى أربع مشياخات و هي:
أ- مشياخة تامسينت و تنقسم إلى دواوير : تامسينت، المكمل، دار طكوك، المراج، اولاد بنكدار و زاوية سيدي لحسن.
ب- مشياخة بني مجرو و تنقسم إلى دواوير حلابة، بني قية، النازلة، تازقة، امحيالة و بومقبل.
ج- مشياخة الزغاريين و تنقسم إلى دواوير الزغاريين، ويسلان، المضلة، توغيال و تلاين الحاج.
د- مشياخة تازوكرت و تنقسم إلى دواوير تازوكرت، أفوزار، العدوة، تاسلة، تاينزة و سرغينة.

## عدد السكان
يبلغ عدد سكان جماعة الرتبة 16826 نسمة، حيث يبلع عدد السكان المغاربة منهم 16825 بالأضافة لشخص واحد أجنبي، و تبلغ نسبة الذكور منهم 50,68٪ و نسبة الإناث 49,32٪.